# Firentinska katedrala
Firentinska katedrala (tal. Cattedrale di Santa Maria del Fiore ili Duomo) je stolna bazilika Firentinske nadbiskupije. Po svome značaju u povijesti arhitekture je jedna od najpoznatijih talijanskih građevina, a nalazi se u samom središtu Firence koji je zaštićen kao svjetska baština. Treća je po dužini crkva (poslije crkve sv. Petra u Rimu i Sv. Pavla u Londonu) na svijetu, duga 148 metara. Zbog ambiciozno zamišljenog plana kupole koji se dugo nije moglo ostvariti, izgradnja je završena tek 173 godine nakon početka gradnje, te je obuhvatila i gotičke i renesansne oblike. Konačno rješenje izgradnje kupole ostvario je Fillipo Brunelleschi, kojemu je to remek-djelo donijelo trajnu slavu u gradu Firenci.

## Povijest izgradnje i dijelovi

### Romanička krstionica
Ispred katedrale nalazi se krstionica koje ima korijene još u ranokršćanskom 5. stoljeću, ali u današnjem obliku je izgrađena u Romanici (11. – 12. stoljeće). Eksterijer oktogonalne građevine prekriven je, tipično romaničkim, inkrustracijama zelenog i bijelog mramora. Kupola je utvrđena i učvršćena gornjom galerijom iz 13. stoljeća. Unutrašnjost osmerokutne građevine ima toskanske geometrijske ukrase u višebojnom mramoru na dva nivoa; donji s korintskim stupovima i gornji s uskom galerijom s arkadama. Posvećena sv. Ivanu Krstitelju služila je kao Firentinska katedrala sve do 1128. godine.
Troja brončana vrata koja s tri različite strane vode u krstionicu su priznata remekdjela sama po sebi. Južna vrata je od 1330. do 1336. izradio Andrea Pissano s 28 kvadrata koja predstavljaju scene iz života Ivana Krstitelja i alegorijske figure kardinala i teoloških vrlina. Sjeverna vrata, koja je 1402. godine izradio Lorenzo Ghiberti, su inspirirana postojećim južnim vratima; ona također sadrže 28 ploča koja predstavljaju scene iz Novog zavjeta i Djela apostolskih. Reljefi su zanimljiva mješavina gotičkog naturalizma i renesansne ljupkosti. 
Najslavnija - istočna vrata, tzv. "Rajska vrata", su također djelo Ghibertija (1425. – 1452.), ali je na njima majstor bio odvažniji u uporabi perspektive, visokog i plitkog reljefa i portreta, te se ona smatraju prvim djelom novog stila - Renesanse. Ova najbogatija i najurešenija vrata prikazuju veličanstvene scene iz Starog zavjeta, ali u okviru, pored biljnih i životinjskih motiva, nalaze se brojni likovi (24 figure proroka i sibila, te 24 medaljona s bistama umjetnika, njegovih suvremenika).

### Gotička katedrala i zvonik
Gradnju katedrale započeo je Arnolfo di Cambio 1296. godine. Financirala ju je Firentinska republika, a trebala je biti veličanstveni izraz srednjovjekovne vjere, ali i ponosa građanske uprave u Italiji. Lijepa školjka, od bijelog i zelenog mramora, nad gotičkim apsidalnim tlocrtom trebala je formirati mirnu i prostranu unutrašnjost.
Talijani, poput Nijemaca, su nevoljko napuštali romanički stil i prihvaćali gotiku te su se, ubrzo nakon 1400. godine, okrenuli novom renesansnom stilu. Gotički stil je općenito bio ublažen i modificiran klasičnim proporcijama i mediteranskim poštovanjem ljudskog mjerila – za širinu više nego za visinu. Talijani su u svojim crkvama tražili obilje slobodne podne površine kako bi odgovaralo masovno posjećenim propovijedima.
Tako su mnogi arhitekti kasnije proširivali i mijenjali Di Cambiov izvorni projekt. Među njima je bio i Giotto koji je sagradio odvojeni zvonik (campanil) 1334. godine. Giotto je zamislio visoki i elegantni toranj koji se naoko sužava i postaje lakši s visinom (84 metra). Kako je Giotto preminuo na samom početku gradnje, 1337. godine, njega su završili Andrea Pissano i Francesco Talenti koji su se držali genijevog nacrta.
Godine 1378. završen je svod glavnog broda po odvažnim nacrtima Ghinija i Francesca Talentija, a od 1380. do 1421. nastavilo se s gradnjom oltara i tambura oktogonalne kupole, koju nisu mogli dovršiti jer još nije bilo izumljeno izvodivo konstrukcijsko rješenje.

### Renesansnakupola
Godine 1418. objavljen je natječaj za izgradnju kupole na kojemu je pobijedio Filippo Brunelleschi, koji je posvetio sljedećih četrnaest godina svog života (između 1420. i 1434. godine) kako bi ovoj veličanstvenoj katedrali dodao renesansnu kupolu koja još uvijek izaziva divljenje cijeloga svijeta. Golema kupola s promjerom od 42,21 metara je pravo remek djelo oblikovanja i tehnike. Kupola se nije mogla graditi sredstvima kojima su raspolagali graditelji gotičkih katedrala, ali Brunelleschi je intenzivno proučavao metode nadsvođivanja koje su primjenjivali rimski carski arhitekti. Tako se pojavila zamisao promišljenog oživljavanja starih oblika za suvremene potrebe – Renesansa.
Brunelleschi je iznad svakog stuba oktogonalnog tambura nastavio graditi vitka gotička rebra koja tvore oštri luk prema vrhu. Između svakog rebra stavio je dva unutarnja rebra koja se ne vide izvana, a tvore još strmiji zid u obliku riblje kosti kako bi konstrukcija bila jača i lakša. Između tih dvostrukih zidova nalazilo se i stubište koje je vodilo na visoku lanternu na vrhu. Vanjska obloga od crvenih pločica u kontrastu je sa zelenim i bijelim mramornim pročeljem crkve.
Visoka i oštra kupola postala je uzorom u renesansi i jednim od njenih najprepoznatljivijih konstrukcijskih elemenata.

## Uporaba
Posvetio ju je papa Eugen IV. 1436. godine. Od tada ova crkva nije bila samo pozornicom vjerskih obreda, nego i brojnih povijesnih događaja. Tu je održan i posljednji koncil o ujedinjenju grčke i katoličke crkve, 6. srpnja 1436. godine. Julian de' Medici je ubijen u katedrali 26. travnja 1478. godine u tzv. Uroti Pazzijevih. Slavni propovjednik Gerolamo Savonarola je tu održavao svoje provokativne propovjedi (1497. – 1498.) zbog kojeg ga je crkvena inkvizicija osudila kao heretika i spalila na lomači.

## Vanjske poveznice
|  | Zajednički poslužitelj ima još gradiva o temi Firentinska katedrala |